# Robin Reed
Robin Lawrence Reed (Pettigrew, 20 ottobre 1899 – Salem, 20 dicembre 1978) è stato un lottatore statunitense, specializzato nella lotta libera.

## Palmarès
Olimpiadi
- 1 medaglia:
  - 1 oro (pesi piuma a Parigi 1924).